# Citrullus caffer
Citrullus caffer, syn. Citrullus amarus — вид квіткових рослин з родини гарбузових. Поширений у посушливих ландшафтах Африки на південь від Сахари, він був диким джерелом живлення та гідратації для людей протягом надзвичайно довгого часу. Його плід має твердий білий м'якуш, що зменшує ймовірність того, що його їдять сирим у сучасну епоху; частіше його маринують або використовують для приготування консервів, використовують на корм худобі. Особливо корисний він для консервації, оскільки має високий вміст пектину.

## Історія

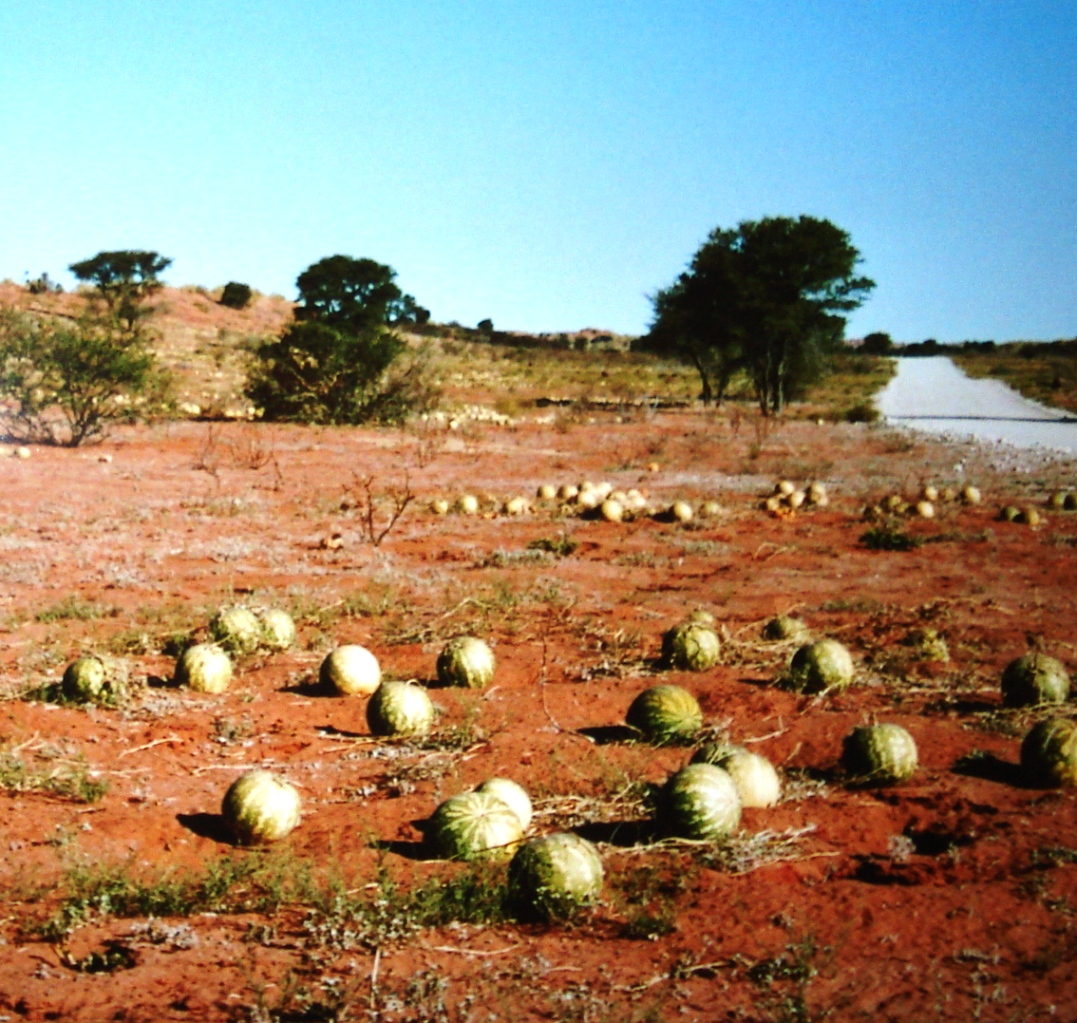
У пустелі Калахарі

Батьківщиною є Африка, ймовірно, пустеля Калахарі, де рослина все ще росте у великій кількості. Час і місце його першого одомашнення невідомі, але, здається, його вирощували в Стародавньому Єгипті принаймні чотири тисячі років тому. Його вирощують як їжу в Африці, особливо в сухих або пустельних регіонах, включаючи Південну Африку. У деяких районах його навіть використовують як джерело води під час посушливих сезонів. Нині цей кавун зустрічається не тільки в Африці, але й одомашнений в інших місцях. У південних рівнинних штатах Сполучених Штатів рослина відома як соснова диня, а також цитронова диня. Він став інвазивним видом, який росте в дикому вигляді на заході Мексики.

## Характеристики
Фактичний плід цієї рослини нагадує більш сучасні, одомашнені кавуни, за винятком того, що він менший і більш сфероїдний. Проте м'якуш більш білуватий й щільний, а смак значно сильніший, більше схожий на ділянку звичайного кавуна, де червоний м'якуш тільки перетворюється на білу шкірку. Хоча деякі люди їдять плоди C. caffer сирим, його частіше варять або готують іншим способом.
Листки на ранніх стадіях росту пальчасті, а на пізніх стадіях — глибоколопатеві. Вони мають шорстку текстуру та видиме біле жилкування.
Поодинокі квіти з великими жовтими пелюстками розміром приблизно 2–10 міліметрів безладно розкидані, утворюючи багато плодів із насінням із строкатим світло-зеленим і темно-зеленим візерунком.